# 龍影咒
《龍影咒》是由製作「召喚夜響曲系列」及「BLACK/MATRIX系列」的Flight Plan初次自家製作的PlayStation 2策略模擬角色扮演遊戲。簡稱「DSS」，官方網頁上的開發日記亦簡稱「DSS」。預約特典「Official Visual Book & Original Sound Track」收錄設定資料集和OST中沒有的插畫及音樂。

## 概要
劇本與「BLACK/MATRIX OO」一樣由鈴木明日香擔任，人物設計則是由負責「BLACK/MATRIX OO」人設的高野裕紀及負責「召喚夜響曲 鑄劍物語」人設的大塚真一郎聯名製作。

## 世界観
故事以現代世界為基本的科幻作品，舞台是在一個能實用化被稱為「法定式(MATRIX )」的魔法語言的世界。運用這種力量的現代魔術師「幻變師(Variant )」，他們都裝備著「法定式組件(Mratrixgear )」的特殊的武器與怪物戰鬥，能使出稱為「心獸解放技」的必殺技。他們為了取得長眠於遺跡的方程式而互相爭鬥。

## 角色
天音戒人(天音カイト) - 配音：宮野真守
本作的主角，17歲。
隸屬於密碼龐客(サイファーパンク)的幻變師，喜愛吃甜食，最愛巧克力。平常時冷靜，當看到別人受傷時感情便會爆發。
翠翡() - 配音：古谷徹
主角的伙伴，象徵最強心獸的龍。
是隻紅色的小龍，但是一點都不可愛，而且常說一些輕視人且譏諷的話語。
天音龍妃(天音タツキ) - 配音：佐藤朱
主角戒人的姊姊。
隸屬於密碼龐客的優秀幻變師，非常疼愛弟弟。裝備小刀型的法定式組件。
桐山雷歌(桐山ライカ) - 配音：私市淳
對法定式有深厚的認識的幻變師，給人沉默寡言印象的青年。裝備槍型的法定式組件。沒有隸屬任何組織。
凱溫() - 配音：高塚正也
隸屬於「青之騎士團」的幻變師。高大而強壯，外表看來像個粗獷的西部牛仔，其實他的言談語調都像紳士般。裝備著護手型法定式組件。
莎拉・賽克利哈特(サラ・セイクリッドハート) - 配音：神田朱未
見習幻變師，14歲。隸屬於「青之騎士團」，被凱溫稱為「公主(姬)」，因為某個事件而將長髮剪成短髮。法定式組件是溜冰鞋。
傑夫提・多特(ジェフティ・トート) - 配音：皆川純子）
是個研究法定式的天才少年，13歲。偶爾會為了測試別人常會故意選些會激怒人的言詞。使用杖型的法定式組件。
泰蕾潔・汪斯曼(テレーゼ・ヴァイスマン) - 配音：水城レナ
19歲。原本和蒂妮居住在一塊兒，被蒂妮當成媽媽，但後來受到某個事件的影響，因而破壞了這樣的關係，後來和戒人等人一起待在幽靈船上。使用傘型的法定式組件。
蒂妮() - 配音：町井美紀
將泰蕾潔當成媽媽，原本和泰蕾潔住在一起，但後來受到某個事件而打破這樣的關係。
赫瑪・洛克索瑪(ヘルマ・ロックソルト) - 配音：進藤尚美
洛克索爾特家族的繼承者。對稀有的法定式及戒人有著高度的興趣，討厭糾纏不休的男人。使用魔法書型的法定式組件。
普琳薇爾・修卡(プリンヴェール・シュガー) - 配音：國府田マリ子
繼承「銀之小匙」的魔女，擅長尋找東西。和赫瑪從小一起長大，不過似乎發生了什麼事件，使她現在敵視著赫瑪。
亞瑟() - 配音：石川英郎
背負著殺人犯的罪名，原「青之騎士團」的團長。使用的是大劍型的法定式組件。

### 烏拉諾斯
希望得到至高的睿智的邪惡秘密組織。
痛苦殺手／潘奇拉(ペインキラー) - 配音：中田讓治
烏拉諾斯最強的幻變師。
戴著面具的神秘男子。裝備有荊棘設的長劍型的法定式組件。
基克() - 配音：伊藤健太郎
受雇於烏拉諾斯的年輕幻變師，背叛者的殺手。
兩手各執一把電鋸型的法定式組件。
維爾納(ヴェルナー) - 配音：三浦祥朗
烏拉諾斯的参謀、白色長髮的男人。
亞薇() - 配音：臺奈津樹
烏拉諾斯的女幹部。對於敵人非常無情，心獸解放技的能力是抽出對方的心獸。使用手槍型的法定式組件。
多拉庫羅(ドラクロワ)
烏拉諾斯的首領，因為總是披著斗篷，實際上是個任何人都非常熟悉的人？

### 寂靜鬼魂
尤谷() - 配音：山本圭一郎
羅迪恩(ロディオン) - 配音：石井康嗣
卡列爾(カレル) - 配音：吉川未來

### 桃毒組
拉(ー) - 配音：三浦祥朗
布耶娜(ブエナ) - 配音：安井繪里
薇斯塔(ビスタ) - 配音：佐佐木亞紀

### 其他
米莉安・烏絲(ミリアム・ウース) - 配音：川澄綾子
阿爾() - 配音：宮田幸季
荷莉() - 配音：牧島有希
普蘭() - 配音：新千惠子
主角的嚮導，是個神采奕奕的少女。芙萊的姐姐。配音與「BLACK/MATRIX OO」的普蘭同樣是新千惠子。
芙萊() - 配音：佐佐木亞紀
主角的嚮導，是個沈著冷靜的少年。普蘭的弟弟。配音與「BLACK/MATRIX OO」的芙萊同樣是佐佐木亞紀。

## 主題歌
- 片頭曲「Rainbow」　主唱：DayLightFever
- 片尾曲「One」　主唱：DayLightFever

## 外部連結
- 龍影咒 官方網站